# Arhont Petar
Petar (crnogorski: Пeтap) bio je arhont dukljanski, prvi povijesni vladar Crne Gore.
O arhontu Petru postoji pečat, pronađen koncem 19. stoljeća. Na njemu je, na grčkom, napisano: Petar Arhont Duklje Amin, original:
- + ПЕТР АРХОNТO С ДИОКΛIA AМIN.

U crnogorskoj povjesnici ne postoji suglasnost je li Petar vladao Dukljom u 9. ili 10. stoljeću.
Suglasnost ne postoji ni oko toga je li je on otac Svetoga Vladimira, dukljanskoga vladara i prvog crnogorskog sveca koji je pogubljen početkom 11. stoljeća. 
Ljetopis popa Dukljanina navodi kako se otac Svetoga Vladimira zvao Petrislav.

## Vanjske poveznice
- Ljetopis popa Dukljanina (crnogorski)